# KD-88
El KD-88 (Kongdi-88) es un misil de ataque terrestre a distancia fabricado por la Corporación de Ciencia y Tecnología Aeroespacial de China (CASC). Su versión de exportación se denomina TL-17. Puede lanzarse desde un avión de combate o un bombardero. Dispone de un motor turborreactor con velocidades de crucero de Mach 0,8 a Mach 0,85, y un alcance de 200 kilómetros (120 mi). Aunque comparable en tamaño, configuración y capacidades, el KD-88 no es un verdadero miembro de la familia YJ-8.